# San Francisco, Jalpa
San Francisco är en ort i Mexiko.   Den ligger i kommunen Jalpa och delstaten Zacatecas, i den centrala delen av landet, 500 km nordväst om huvudstaden Mexico City. San Francisco ligger 1 380 meter över havet och antalet invånare är 175.
Terrängen runt San Francisco är kuperad söderut, men norrut är den platt. San Francisco ligger nere i en dal. Runt San Francisco är det ganska glesbefolkat, med 26 invånare per kvadratkilometer. Närmaste större samhälle är Jalpa, 3,9 km sydväst om San Francisco. Omgivningarna runt San Francisco är en mosaik av jordbruksmark och naturlig växtlighet.